# Order
Order (en castellano: Orden) subtitulado «A Journal on the Theory of Ordered Sets and its Applications» (en castellano: «Una revista académica sobre la teoría de conjuntos ordenados y sus aplicaciones») es una revista científica trimestral de revisión por pares que se dedica a la publicación de artículos científicos relacionados con la teoría del orden y sus aplicaciones. La publica la editorial Springer Science+Business Media. Fue fundada en 1984 por el profesor de matemáticas de la Universidad de Calgary, Ivan Rival, y desde 2010, su redactor jefe es Dwight Duffus, antiguo estudiante de Rival y actualmente Goodrich C. White Professor de Matemáticas y Ciencias de la Computación en la Universidad de Emory. Fue sucedido en 2019 por Ryan R. Martin (Universidad Estatal de Iowa).
De acuerdo con el Journal Citation Reports, el factor de impacto en 2010 de Order es de 0.439, colocándola en el cuarto cuartil de las revistas de matemáticas clasificadas.